# Эшби, Тёрнер
Тёрнер Эшби-младший (англ. Turner Ashby, Jr.; 23 октября 1828 — 6 июня 1862) — кавалерийский командир армии Конфедерации в годы гражданской войны. Прославился как один из офицеров в армии Томаса Джексона во время кампании в долине Шенандоа. Погиб в перестрелке у Годс-Фарм. Иногда его называют генералом и его имя встречается в списках генералов Конфедерации, однако его назначение бригадным генералом не было утверждено Сенатом.

## Ранние годы
Тёрнер Эшби-младший родился на плантации Розбэнк в округе Фокир в Вирджинии. Он был сыном Тёрнера Эшби-старшего и Доротеи Грин Эшби. Его отец рано умер и Тёрнера воспитывала в основном его мать. Он происходил от Томаса Эшби, который одним из первых поселился на территории округа Фокир между 1722 и 1730 годами и в честь которого был назван перевал Эшби-Гэп. Капитан Джек Эшби (1740—1815), сын Томаса, участвовал в экспедиции Брэддока и в войне с французами и индейцами. Сыном Джека был полковник Тёрнер Эшби Старший (1789—1834) участник войны 1812 года.
Эшби учился у частных учителей и впоследствии занимался коммерцией и сельским хозяйством. Он рано стал хорошим наездником и в 20 лет организовал из своих друзей кавалерийский отряд, известный как «Горные рейнджеры» (Mountain Rangers). В 1859 году, после мятежа Джона Брауна, этот отряд был принял на службу в ополчение штата и использовался в охранении во время суда и казни Джона Брауна. Эшби очень интересовался политикой и пытался попасть в легислатуру штата, но он был вигом и сторонником Генри Клея, поэтому его не избрали. Когда началась Гражданская война, Эшби был противником сецессии, однако, увидев, что сецессия Вирджинии неизбежна, он уговорил губернатора Летчера направить ополчение на захват федерального арсенала в Харперс-Ферри. После официального объявления сецессии Эшби начал рейд на Харперс-Ферри, но федеральное командование успело сжечь здания арсенала и 15 000 ружей до его прибытия.

## Гражданская война
Когда Вирджиния объявила о сецессии, Эшби находился в Харперс-Ферри. Он вступил в вирджинское ополчение и занялся охраной переправ через Потомак и мостов у Харперс-Ферри. Его отряд был включён в полк полковника Ангуса Макдональда, который 25 июня 1861 года попросил военное министерство присвоить Эшби звание подполковника. «У меня нет нужды говорить о его способностях, — писал макдональд, — потому что он уже известен, как один из лучших партизанских командиров в регионе».
Его люди перерезали железнодорожную линию Балтимор-Огайо и препятствовали судоходству по каналу Чесапик-Огайо. 26 июня 1861 года его младший брат Ричард (1831—1861) погиб в перестрелке с противником на реке Потомак.
3 июля кавалерия Эшби прикрывала отступление Джексона от реки Потомак.
23 июля 1861 года Джозеф Джонстон присвоил ему звание подполковника 7-го Вирджинского кавалерийского полка. По причине болезни полковника Эшби руководил половиной полка, который действовал самостоятельно.
16 октября 1861 года Эшби организовал нападение на федеральный лагерь на Боливарских высотах около Харперс-Ферри силами отряда в 550 человек, из которых 300 были ополченцами. В его распоряжении было два орудия, и этими силами он выбил противника с высот, а затем отбил контратаку. В своём рапорте военному секретарю он настаивал на необходимости немедленной реорганизации артиллерии. По этому запросу военный департамент передал ему три орудия: орудие Блэкли, гладкоствольную гаубицу и нарезное трёхдюймовое орудие. Эшби сформировал артиллерийскую роту, где капитаном стал Престон Чьеу, 1-м лейтенантом Милон Роуз и 2-м лейтенантом Джеймс Томсон. «Молодые люди, — спросил их Томас Джексон, — теперь у вас есть своя рота. Что же вы собираетесь с ней делать?». В ответ Эшби предложил посадить всех артиллеристов на коней и, таком образом, создал батарею конной артиллерии.
Полк Эшби не участвовал в первом сражении при Булл-Ран, однако способствовал скрытной переброски армии Шенандоа под Манассас. Северяне рассчитывали, что армия Паттерсона свяжет Джонстона в долине Шенандоа, но кавалерия Эшби сумела помешать Паттерсону.
12 марта 1862 года он стал командиром 7-го Вирджинского кавалерийского полка.
Зимой 1861 года полк Эшби стоял в Мартинсберге. Луис Сиго пишет, что 24 декабря 1861 года Эшби вступил в масонскую ложу No. 136.
Весной 1862 года Эшби занимался разведкой в долине Шенандоа. Он поддерживал связь со знаменитой шпионкой Белли Бойд и, считается, именно он научил её составлять и переправлять секретные сообщения.
Успешные действия кавалерии Эшби стали причиной успеха генерала Джексона в его знаменитой кампании в долине Шенандоа в 1862 году. Однако, у Эшби случались и неудачи. В первом сражении при Кернстауне Джексон атаковал отступающий отряд противника, размеры которого Эшби оценил в четыре полка пехоты, и который в реальности оказался дивизией размером в 9 000 человек. В первом сражении при Винчестере Эшби не сумел перехватить отступающую армию Натаниэля Бэнкса, поскольку его люди отвлеклись на захват обозов. Возможно, именно из-за этого Бэнкс избежал полного разгрома.
Когда армия Джексона начала отступать от Гаррисонберга к Порт-Репаблик, Эшби командовал арьергардом. 6 июня 1862 года его позиции около Гаррисонберга были атакованы 1-м Ньюджерсийским кавалерийским полком. Эшби сумел отбить атаку, но под ним была убита лошадь, так что он продолжил сражаться на ногах, но вскоре получил смертельное ранение в голову. Считается, что его застрелил солдат 13-го пенсильванского резервного полка, хотя ходили слухи о том, что это был кто-то из своих. Его последними словами были: «Вперед, мои храбрецы!» (Forward my brave men!) За две недели до этого он был представлен к повышению до бригадного генерала.
Джексон впоследствии сказал о Эшби: «Из числа офицеров-партизан я не знаю никого лучше».